# 宇奈月満
宇奈月 満（うなづきみつる、本名：福島正人、1968年7月22日 - ）は、主に秋田県内で活動するローカルタレントである。東京都葛飾区出身で、一部では栃木県宇都宮市出身ともいわれている。東洋プロダクション所属。ボーイズバラエティ協会会員。

## 略歴
- 昭和43年7月　東京都葛飾区生まれ。
- 栃木県立宇都宮高等学校卒業。
- 秋田大学鉱山学部採鉱学科卒業。
- 芸能活動は、主に秋田県内で活躍している。

アトランタオリンピックの中継担当もしたことがある。コカ・コーラ提供のJRN系列ラジオローカル番組で声だけの人気投票によって、決定されたもの。
「ABSワイドゆう」の出演初期は、「ジェスチャーマン」として、ジェスチャーで視聴者に何をしているところかをクイズを出題する側にいた。そのため、オリンピック中継後に別撮りで収録されたクイズでもアトランタからジェスチャーしていた。
その翌年、ニュースプラス1内のお天気リレー（ごご5時ニッポン）で、漢字の読み名から「うなづきマン」の愛称でも有名になる。
- 2009年結婚。相手は20歳年下の一般女性。
- 2011年4月10日の秋田県議会議員選挙に、湯沢市・雄勝郡選挙区から立候補。民主党公認で出馬と報じられたこともあったが、結果的には無所属での出馬となった。結果は定数3の同選挙区で4位となり落選した。
- 2012年8月　株式会社日の出屋芸能　代表取締役に就任

## 出演

### ラジオ
- 秋田放送「元気満タン秋田だwin2」月曜日中継車担当（ - 2005年10月3日）
- 秋田放送「ごごはWin's」リポーター水曜日ラジPAL担当（ - 2007年3月）
- 秋田放送「ごくじょうラジオ」司会(木・金曜日)（2007年4月2日 - ）
- 秋田放送「晴れのち晴れブラボーな日曜日」司会（ - 2005年9月25日）
- 秋田放送「宇奈月満のよろず小話」
- 秋田放送「まにあっく倶楽部」

### テレビ
- 秋田放送「ABSワイドゆう」火曜日中継担当。（ - 2006年3月21日）
- フジテレビ「Dのゲキジョー」（綾小路きみまろ役・不定期出演）
- 秋田放送「ゆうドキっ!」火曜日レギュラー（2006年4月 - 9月）
- NHK教育 「さわやか3組」
- CS つり東北社制作番組（ナレーション）
- 秋田テレビ「健康なんだかんだ」（コント）

### CM
- パチンコ21（秋田県･山形県内）放映
- ヘアドクターのモデルでもある。

## その他
- 所属-(有)東洋プロダクション
- 清水アキラ専属司会(～2008.3)